# Ninive (Herrnhut)

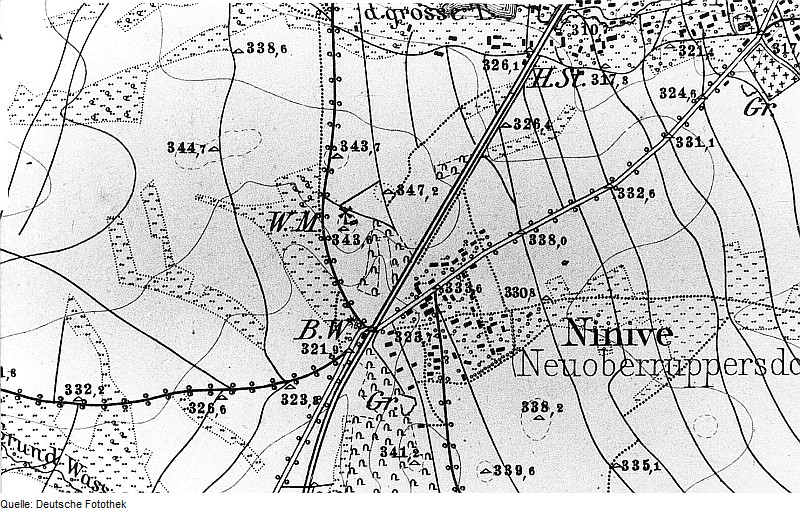
Karte von Ninive von 1883

Ninive, auch Neuoberruppersdorf, ist ein Ortsteil der Stadt Herrnhut in der sächsischen Oberlausitz. Nach der 1930 erfolgten Eingemeindung zu Ruppersdorf wurde 1994 dieser Ort zusammen mit Schwan und Ruppersdorf nach Herrnhut eingemeindet.

## Lage und Ausdehnung
Die Siedlung liegt etwa einen Kilometer südlich von Ruppersdorf und zwei Kilometer nördlich von Oderwitz an einem stillgelegten Abschnitt der Bahnstrecke Zittau–Löbau. Durch die Bahnführung wurde der Ort in zwei Teile geteilt, die neueren, nach 1900 errichteten Anwesen liegen westlich der Bahnstrecke, während die älteren Anwesen auf der Ostseite liegen. Ursprünglich befand sich auf der Westseite nur eine Windmühle, die nicht erhalten geblieben ist.
An dieser Stelle kreuzten sich mehrere alte Wege und Steige, wie etwa die Quer- und die Mittelstraße, entlang denen sich Ninive über eine Fläche von etwa 600 mal 600 Metern erstreckt.

## Namensherkunft
Zu früherer Zeit war der Ort meist nur unter dem Namen Neuoberruppersdorf bekannt. Es hat sich aber die Bezeichnung Ninive durchgesetzt. Woher dieser Name kommt, kann nicht mit Sicherheit gesagt werden. Es wird angenommen, dass dieser von dem hier errichteten Gasthof Ninive herrührt, um welchen sich später mehrere Häusler ansiedelten. Der Gasthof wiederum leitet seinen Namen vermutlich von der mesopotamischen Stadt Ninive ab. Unter Einheimischen fällt auch oft der Begriff „Kohlrabiinsel“. Da in Ninive viel sandiger Boden vorkommt und Kohlrabi auf kargem Sandboden gut gedeiht, käme es als Namensherkunft in Frage.

## Wirtschaft
Das Gebiet um Ninive wird hauptsächlich für landwirtschaftliche Zwecke genutzt. Im Südosten der Ortschaft findet sich eine Sandgrube in der die glazialen Kiese und Sande der Löbauer Moräne aus der Elster-Kaltzeit abgebaut werden.